# Vata (voetballer)
Vata Matanu Garcia (Damba, 19 maart 1961), beter bekend als Vata, is een Angolees voormalig voetballer die speelde als spits voor onder andere Benfica.

## Carrière
Vata kwam in 1983 naar Portugal. Na goede prestaties bij Varzim SC ging hij naar topclub Benfica. In zijn eerste seizoen werd hij topscorer van de competitie.
Zijn meest beruchte actie vond plaats in de halve finale van de Europacup I 1989/90 tegen Olympique Marseille. Marseille had het eerste duel in Frankrijk met 2-1 gewonnen en in de return in Lissabon stond het lange tijd 0-0, wat voor Marseille voldoende zou zijn om de finale te bereiken. In de 82e minuut kreeg Benfica echter een corner. De bal kwam in het strafschopgebied en Vata werkte hem met zijn rechterhand in het doel. De Belgische scheidsrechter Marcel Van Langenhove zag het niet en keurde de goal goed. Er werd niet meer gescoord en hierdoor ging niet Marseille maar Benfica (op basis van de uitdoelpuntenregel) naar de finale in Wenen. Benfica verloor die wedstrijd met 1-0 van AC Milan.
Na zijn tijd bij Benfica speelde hij nog voor verschillende clubs in Portugal, Malta, en Indonesië. In dit laatste land werd hij later ook trainer van verscheidende clubs.
Vata speelde 65 interlands voor Angola en scoorde twintig keer.